# نمادنگاری برا-کت
نمادنگاری دیراک یا نمادنگاری برا-کت، نمادنگاری استاندارد حالت‌های کوانتومی در مکانیک کوانتومی است. این نمادنگاری مختصر در فضاهای برداری با بعد متناهی و در مورد فضاهای هیلبرت به کار می‌رود. که با دونماد مشخصی می‌شوند: 
قسمت چپ {\displaystyle \langle \phi |} که برا نامیده می‌شود؛
و قسمت راست {\displaystyle |\psi \rangle } که کت نامیده می‌شود.
حاصل ضرب داخلی برا و کت را براکت می‌نامند: {\displaystyle \langle \phi |\psi \rangle }.
از آنجا که این نمادنگاری توسط پل دیراک معمول شد، نمادنگاری دیراک نیز نامیده می‌شود.

## برا و کت
فضای کت فضای برداری مختلطی است که بعد آن بر طبق طبیعت سیستم فیزیکی مورد نظر معین می‌شود.

## ویژگی‌ها
خطی بودن
- هنگامی که براها توابعی خطی‌اند:

{\displaystyle \langle \phi |\;{\bigg (}c_{1}|\psi _{1}\rangle +c_{2}|\psi _{2}\rangle {\bigg )}=c_{1}\langle \phi |\psi _{1}\rangle +c_{2}\langle \phi |\psi _{2}\rangle .}
شرکت‌پذیری
- براها و کت‌ها شرکت‌پذیرند، نظیر:

{\displaystyle \langle \psi |(A|\phi \rangle )=(\langle \psi |A)|\phi \rangle }
{\displaystyle (A|\psi \rangle )\langle \phi |=A(|\psi \rangle \langle \phi |)}
همیوغ هرمیتی
{\displaystyle \langle \phi |A|\psi \rangle ^{*}=\langle \psi |A^{\dagger }|\phi \rangle }
{\displaystyle \langle \phi |A^{\dagger }B^{\dagger }|\psi \rangle ^{*}=\langle \psi |BA|\phi \rangle }

## عملگر واحد
داریم:
{\displaystyle |\psi \rangle =\sum _{i\in \mathbb {N} }\langle e_{i}|\psi \rangle |e_{i}\rangle ,}
بنابر این به سادگی می‌توان نتیجه گرفت:
{\displaystyle \sum _{i\in \mathbb {N} }|e_{i}\rangle \langle e_{i}|={\hat {1}}}